# Urszula Sipińska
Urszula Aleksandra Sipińska-Konrad (ur. 19 września 1947 w Poznaniu) – polska piosenkarka, kompozytorka, pianistka, architektka wnętrz, autorka tekstów, pisarka, publicystka.
Karierę muzyczną rozpoczęła w latach 60. Występowała na estradach całego świata, zdobywała liczne nagrody w kraju i za granicą. W trakcie kariery zagrała ponad 2 tys. recitali estradowych w kraju i za granicą, m.in. w Kanadzie, USA, Niemczech, Hiszpanii, w całym bloku wschodnim, Wielkiej Brytanii, Japonii, Meksyku i na Kubie. Do jej największych przebojów należą utwory: „Mam cudownych rodziców”, „To był świat w zupełnie starym stylu”, „Szalala, zabawa trwa”, „Chcę wyjechać na wieś”, „Komu weselne dzieci”, „Zapomniałam” i „Są takie dni w tygodniu”.

## Życiorys
Jest córką Franciszka Sipińskiego. Urodziła się i dorastała na poznańskiej Wildzie razem ze starszą siostrą Elżbietą i młodszym bratem Stanisławem. Wychowała się w inteligenckiej rodzinie o muzycznych zainteresowaniach. Ukończyła klasę fortepianu w Wielkopolskim Studium Muzycznym. Uczyła się w liceum im. Klaudyny Potockiej w Poznaniu. W 1972 została absolwentką Wydziału Architektury Wnętrz Państwowej Wyższej Szkoły Sztuk Plastycznych w Poznaniu, uzyskując dyplom magistra sztuk pięknych z wynikiem bardzo dobrym.
W okresie licealnym założyła żeński zespół wokalny, z którym występowała na akademiach w różnych szkołach. W 1965 zadebiutowała na estradzie występem na Festiwalu Piosenki Studenckiej w Krakowie. W latach 1965—1967 współpracowała ze Studenckim Teatrem „Nurt” w Poznaniu. W 1967 wystąpiła na 5. Krajowym Festiwalu Piosenki Polskiej w Opolu z utworem „Zapomniałam” (napisanym z siostrą), który stał się przebojem w Polsce. W 1968 wystąpiła w programie Małżeństwo doskonałe Jacka Fedorowicza i Jerzego Gruzy, a za wykonanie piosenki „Po ten kwiat czerwony” z repertuaru zespołu No To Co zdobyła pierwszą nagrodę na festiwalu sopockim. Po sukcesach festiwalowych odrzuciła propozycję m.in. występów w programie Karela Gotta oraz półrocznego kontraktu w Friedrich Stadt Pallast, woląc skupić się na studiach. Odbyła trasę koncertową po ZSRR. Została matką chrzestną statku „Zakarpacie”, a relację ze chrztu wyemitowano w Kronice Filmowej. W 1970 zajęła trzecie miejsce na Międzynarodowym Festiwalu Coupe d'Europe Musicale w Bernie i otrzymała nagrodę publiczności na Festiwalu Piosenki Atlantyckiej na Teneryfie. W 1971 nakładem wydawnictwa Pronit wydała album długogrający, zatytułowaną po prostu Urszula Sipińska. W następnym roku dzięki piosence „Bright Days Will Come” zdobyła główną nagrodę i nagrodę za interpretację na Międzynarodowym Festiwalu Piosenki im. Augustina Lary w Meksyku. Odbyła także trasę koncertową po Wielkiej Brytanii, USA i Kanadzie Za utwór „Jaka jesteś Mario” otrzymała nagrodę na 10. KFPP w Opolu, na którym wylansowała także przebój „To był świat w zupełnie starym stylu”. Wszystkie trzy piosenki umieściła na albumie pt. Bright Days Will Come, który wydała w 1973. W tym samym roku wystąpiła w programie telewizyjnym Nareszcie razem z Marylą Rodowicz, która określana była w mediach jako jej główna rywalka muzyczna. Wystąpiła również na Międzynarodowych Targach Płyt i Wydawnictw Muzycznych MIDEM w Cannes i zdobyła nagrodę główną na „World Popular Song Festival” w Tokio.
W 1975 wydała album pt. Zabaw się w mój świat, który promowała przebojem „Komu weselne dzieci” ze słowami Agnieszki Osieckiej. W tym czasie za utwór „Wołaniem wołam cię” otrzymała trzecią nagrodę w Palma de Mallorca. Zdobyła także nagrodę publiczności na 13. KFPP w Opolu. Wystąpiła również na Festiwalu Piosenki Radzieckiej w Zielonej Górze. Wylansowała piosenki „Chłopak z drewna” i „Za wolno płynie czas”. W 1979, reprezentując Polskę z utworem „Pamiętam nas”, zajęła drugie miejsce na Międzynarodowym Festiwalu w Portoryko. W 1980 wydała album pt. Są takie dni w tygodniu/Kolorowy film, na który złożyły się dwa różne programy na oddzielnych stronach krążka. W następnym roku wydała album pt. W podróży, na którym umieściła materiał utrzymany w stylu country. Również na początku lat 80. odbyła kolejną trasę koncertową po ZSRR.
22 października 1982 w okolicach Bernau bei Berlin uległa wypadkowi samochodowemu (w auto kierowane przez jej męża uderzyła łada prowadzona przez personel szpitalny), który niemal zakończył się jej kalectwem (miała rozszarpane ścięgna krzyżowe i boczne). W 1986 powróciła na rynek fonograficzny kasetą magnetofonową, zatytułowaną po prostu Urszula Sipińska z 10 premierowymi utworami, z których dwa – „Mam tylko ciebie” i „Szalala zabawa trwa” — trafiły również na jej kolejny album. W 1988 wydała przebój „Mam cudownych rodziców”, z którym (na zaproszenie Wojciecha Młynarskiego) wystąpiła na 25. KFPP w Opolu. W tym samym roku wydała album pt. Nie zapomniałam..., na którym umieściła m.in. przebój „Gdzie ten świat 60-tych lat”. Była również jurorką na 25. Międzynarodowym Festiwalu Piosenki w Sopocie, na którym dała również swój ostatni występ w karierze estradowej.
Z początkiem lat 90. rozstała się z estradą, zgodnie z wcześniejszymi zapowiedziami o zakończeniu kariery po skończeniu 40. roku życia. Do rezygnacji z dalszej pracy piosenkarskiej przyczyniło się także pojawienie się nowych trendów w show-biznesie w okolicznościach transformacji ustrojowej w latach 90., które dotknęły także branżę artystyczną w Polsce. W 1992 wydała jedynie bożonarodzeniową płytę pt. Białe święta.
Po zakończeniu kariery estradowej powróciła do swojego wyuczonego zawodu architekta wnętrz i otworzyła w Poznaniu własne studia – najpierw studio projektowe „U.S. Style” w Poznaniu (1991), a następnie – Studio Wyposażenia Wnętrz w Poznaniu (2000). Zaprojektowała m.in. wnętrze Collegium Polonicum w Słubicach, Centrum Prasowego Międzynarodowych Targów Poznańskich, a także licznych banków, supermarketów i hoteli. W 1991 została członkiem założycielem "Światowej Fundacji Kobiet Sukcesu" ("The World Fundation of Successful Women") przy IBC w Cambridge w Anglii.
W latach 1993–1994 publikowała cykl wywiadów pt. „Rozmowy przyjacielskie” w „Gazetą Poznańską”. W latach 1997–1998 felietony dla tygodnika „Wprost” o kondycji polskiej piosenki. W latach 2003–2004 ponownie publikowała w „Gazecie Poznańskiej”, tym razem cykl szkiców autobiograficznych pt. „Bez makijażu”. W 2005 wydała książkę autobiograficzną pt. Hodowcy lalek, w której opisała historię swojej kariery w czasach PRL-u. W ramach promocji książki powróciła do telewizji, goszcząc w programie Wideoteka dorosłego człowieka. W 2010 wydała drugą książkę autobiograficzną pt. Gdybym była aniołem. Historie prawdziwe, dziwne, śmieszne. 
Została członkiem honorowego komitetu poparcia Bronisława Komorowskiego przed przyspieszonymi wyborami prezydenckimi oraz przed wyborami prezydenckimi w Polsce w 2015. W 2023 otrzymała od Rady Miasta Poznania odznaczenie „Zasłużony dla Miasta Poznania” w uznaniu „dla wieloletniej pracy i osiągnięć artystycznych”.

## Życie prywatne
Przez dwa lata była związana z piosenkarzem Sewerynem Krajewskim. Przez siedem lat jej mężem był dziennikarz radiowy Janusz Hojan. Po rozwodzie wyszła za muzyka i kompozytora Jerzego Konrada, współzałożyciela zespołu „Ergo Band”. Jest bezdzietna.

## Ważniejsze nagrody i wyróżnienia
- 1968 – Nagroda główna na Międzynarodowym Festiwalu Piosenki w Sopocie w Dniu Międzynarodowym
- 1969 – Srebrny „Gwóźdź sezonu” w plebiscycie czasopisma „Kurier Polski”
- 1970 – Pierwszy z tego cyklu w Polsce tytuł Miss Obiektywu na Krajowym Festiwalu Piosenki Polskiej w Opolu
- 1970 – Nagroda publiczności na Festiwalu Piosenki Atlantyckiej na Teneryfie
- 1972 – II nagroda na Festiwalu Coupe d’Europe Musicale w Bernie
- 1972 – Grand Prix na Światowym Festiwalu Piosenki Augostina Lary w Meksyku
- 1972 – Złoty „Gwóźdź sezonu” w plebiscycie czasopisma „Kurier Polski”
- 1973 – I nagroda na Światowym Festiwalu Piosenki w Tokio
- 1973 – Srebrny „Gwóźdź sezonu” w plebiscycie czasopisma „Kurier Polski”
- 1973 – Przyznanie Złotej Płyty
- 1975 – III nagroda na Festiwalu Piosenki w Majorce
- 1979 – II nagroda na Światowym Festiwalu Piosenki w Puerto Rico
- 1989 – Honorowa Złota Płyta za całokształt twórczości

Ponadto wielokrotny tytuł „Wokalistki roku” w różnych plebiscytach.

## Dyskografia

### Albumy studyjne
- 1971: Urszula Sipińska
- 1973: Bright Days Will Come
- 1975: Zabaw się w mój świat
- 1980: Są takie dni w tygodniu/Kolorowy film
- 1981: W podróży
- 1986: Urszula Sipińska
- 1988: Nie zapomniałam...
- 1992: Białe święta

### Kompilacje
- 1995: Zapomniałam...? The Best of Urszula Sipińska
- 1997: Antologia vol. 1
- 1997: Antologia vol. 2
- 1997: Antologia vol. 3 - Ballady
- 1999: Są takie dni w tygodniu - Złota kolekcja
- 2000: Przystanek mojej młodości
- 2003: Wołaniem wołam cię - Perły
- 2006: Nie zapomniałam... Platynowa kolekcja
- 2016: Najcichsza pani

### Single
- 1971: Razem z moim psem/Po prostu noc
- 1971: Nim zakwitnie tysiąc róż/Pojedziemy do Krakowa
- 1972: Urodzajny rok/Wiem, że w okienku
- 1972: Najlepiej wiosną
- 1973: Bright Days Will Come/The Memory
- 1974: Moja mama grała mi/Fortepian w rzece
- 1974: So weh'/Hab mich doch lieb
- 1975: Komu weselne dzieci/Zabaw się w mój świat
- 1979: Limit czasu, czyli czy nas jeszcze pamiętasz/Wypożyczalnia snów
- 1979: Pamiętam nas/Płynąć
- 1980: Trochę żal szalonych lat/Tamten walc
- 1981: Chcę wyjechać na wieś/Najcichsza pani

## Notowane utwory
| Rok  | Tytuł                                  | NS | TLP | PR I |
| ---- | -------------------------------------- | -- | --- | ---- |
| 1973 | "Rafael"                               | 2  | —   | —    |
| 1973 | "To był świat w zupełnie starym stylu" | 7  | —   | —    |
| 1974 | "Komu weselne dzieci"                  | 2  | —   | —    |
| 1976 | "Chłopak z drewna"                     | 10 | —   | —    |
| 1976 | "Świat moich kilku lat"                | 4  | —   | —    |
| 1978 | "Płynąć"                               | 4  | —   | —    |
| 1980 | "Są takie dni w tygodniu"              | 5  | —   | —    |
| 1980 | "Znowu dziś jestem w podróży"          | 10 | —   | —    |
| 1983 | "Buty lilaróż"                         | —  | 8   | —    |
| 1985 | "Moje, twoje, moje"                    | —  | 6   | —    |
| 1985 | "Program 85"                           | —  | 4   | —    |
| 1986 | "Szalala, zabawa trwa"                 | —  | 4   | 9    |
| 1986 | "Mam tylko ciebie"                     | —  | —   | 1    |
| 1987 | "Nie mów mi, że kochasz"               | —  | —   | 7    |
| 1987 | "Gdzie ten świat 60-tych lat"          | —  | —   | 10   |
| 1988 | "Miękko i czule"                       | —  | —   | 5    |
| 1988 | "Znowu Arka Noego"                     | —  | —   | 10   |
| 1988 | "Mam cudownych rodziców"               | —  | —   | 4    |
| 1988 | "Nie zapomniałam"                      | —  | —   | 7    |
| 1989 | "Za krótkie życie"                     | —  | —   | 5    |
| 1989 | "Przystanek mojej młodości"            | —  | —   | 4    |